# Uwe Rathjen
Uwe Rathjen (* 28. Juni 1943 in Kiel; † 14. November 2019) war ein deutscher Handballspieler.

## Karriere
Uwe Rathjen spielte bis 1968 beim MTV Itzehoe, dann wechselte er zum Bundesligisten Frisch Auf Göppingen, bei dem er bis 1973 spielte. In dieser Zeit bestritt der 1,81 Meter große Torwart etwa 250 Spiele für Frisch Auf und wurde 1970 und 1972 Deutscher Meister.
Rathjen gehörte zum Kader der deutschen Nationalmannschaft, mit der er an der Weltmeisterschaft 1970 und an den Olympischen Sommerspielen 1972 teilnahm.